# Přemyslovice
Přemyslovice är en ort i Tjeckien.   Den ligger i regionen Olomouc, i den östra delen av landet, 190 km öster om huvudstaden Prag. Přemyslovice ligger 411 meter över havet och antalet invånare är 1 268.
Terrängen runt Přemyslovice är platt åt nordost, men åt sydväst är den kuperad. Terrängen runt Přemyslovice sluttar brant österut.Runt Přemyslovice är det ganska tätbefolkat, med 111 invånare per kvadratkilometer. Närmaste större samhälle är Prostějov, 14,6 km sydost om Přemyslovice. Trakten runt Přemyslovice består till största delen av jordbruksmark.